# 日本風景論
『日本風景論』（にほんふうけいろん）は、志賀重昂の著書である。1893年（明治26年）より政教社の雑誌『亜細亜』『日本人』に掲載された論説を加筆するかたちで、同社より1894年（明治27年）に刊行された。日本の風景の美しさを地理学的見地から称揚することを目的とした書籍であり、ベストセラーとなった。

## 背景

### 刊行までの経緯

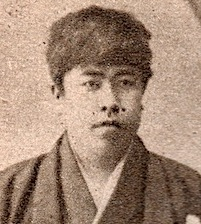
志賀重昂（1889年）

『日本風景論』の著者である志賀重昂は、1863年（文久3年）に三河国岡崎に生まれた。1874年（明治7年）に上京し、攻玉社、東大予備門を経て1884年（明治17年）に札幌農学校を卒業したのち、長野県にて中学校教諭として赴任した。退職した後1886年（明治19年）より海軍兵学校の軍艦「筑波」に実地調査の名目で同乗し、10ヶ月間オセアニアの各地を視察した経験をもとに、1887年（明治20年）に『南洋時事』を執筆した。 1888年（明治21年）には三宅雪嶺・杉浦重剛・井上円了らとともに政教社を設立し、同社の出版する雑誌である『日本人』『亜細亜』にて、反欧化主義・国粋主義的な立場から言論活動をおこなった。それとともに志賀は東京英語学校の講師として地理学を教えており、1889年（明治22年）には『地理学講義』を出版している。
『日本風景論』は書物として出版される以前にも、そのかなりの部分が雑誌の論説記事として発表されていた。1893年（明治26年）12月1日には、『亜細亜』誌3巻1号にて、「日本風景論」のタイトルで緒論と本論の一部が発表された。さらに、翌年10月21日の3巻3号には、「『日本風景論』一節」を副題とした 「火口湖」と「玄武岩」の二つの論が掲載された。25日の『日本人』16号にも副題を同じくして「自然の太妙は変々化々限り無きの間に在り」「石灰岩に於ける浸蝕」の2題が発表され、10月27日にはこれらの論文をもととして政教社より『日本風景論』初版が刊行された。

### 個人史的背景

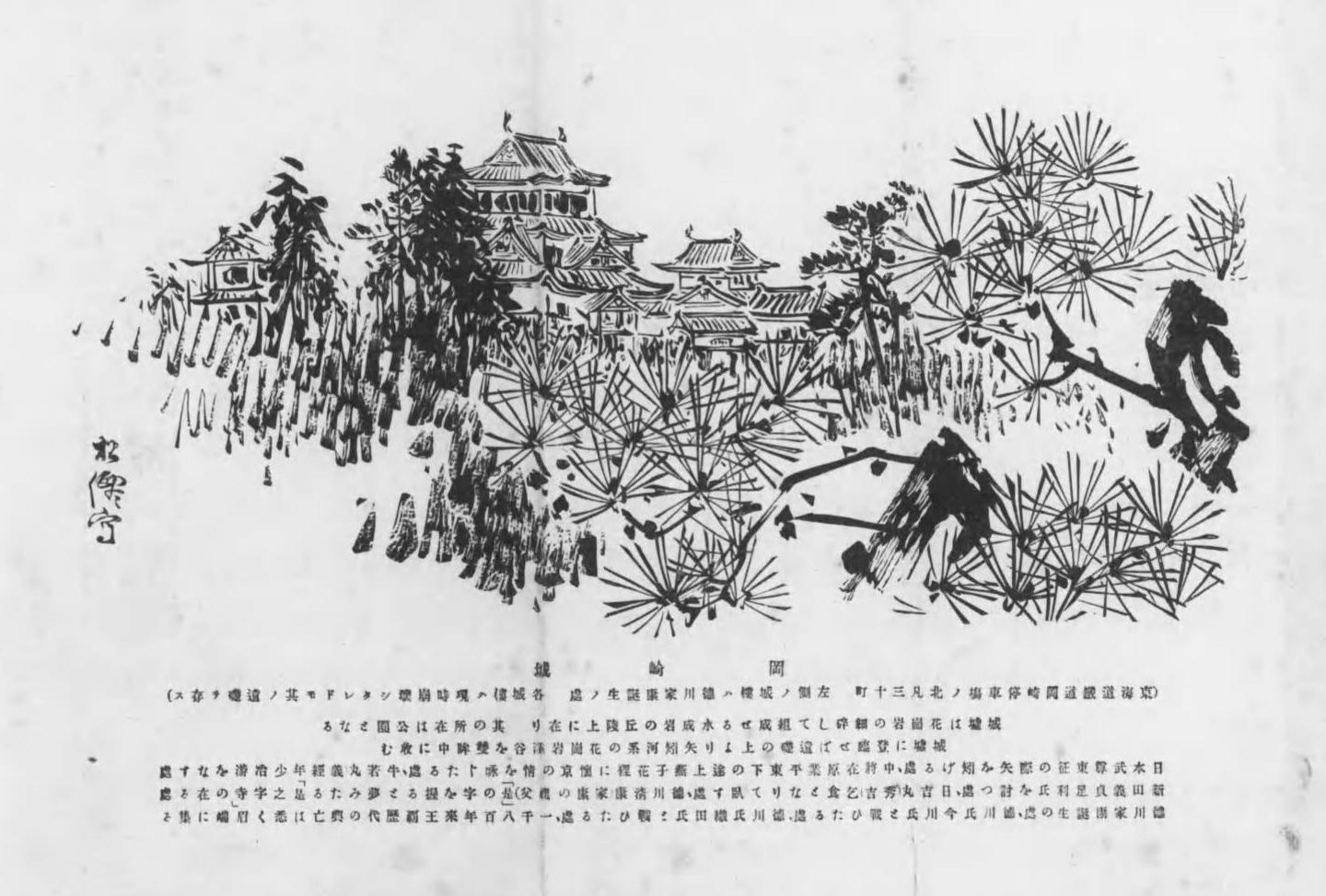
岡崎城。『日本風景論』挿図。

森谷宇一は、『日本風景論』が執筆される背景について論じるにあたっては、著者自身の体験と利用された文献の両者を考慮すべきであると論じる。同書には彼の体験（および郷土愛）が多分に反映されており、志賀の故郷である三河ないし岡崎の「雄大ないし壮麗ではあつてもいまだ雄渾とも崇高ともいえない」情景が不自然に挿入されるほか、札幌農学校時代に目にした北海道の情景も多く現れる。

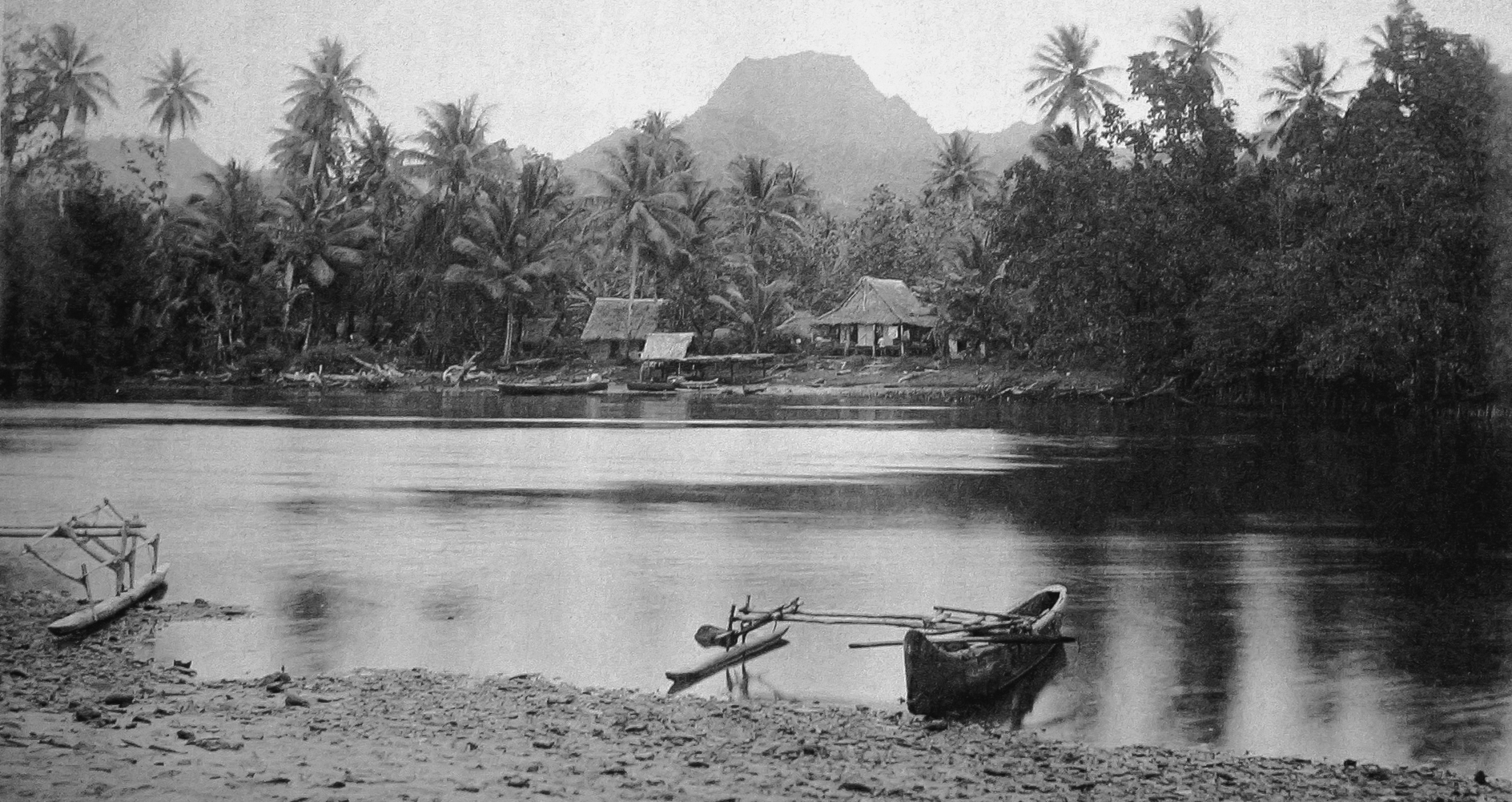
コスラエ島（1900年ごろ）

また、彼が『南洋時事』を執筆するに至ったオセアニア巡行の経験も、同書に反映されている。「筑波」は1886年2月26日にミクロネシア・カロリン諸島の「クサイ島」（コスラエ島）に寄港したが、ここで志賀は現地首長の通訳として上船したサンセンなる人物と会話している。サンセンは英米商船の水夫として、日本を含む各地を遊歴した人物であったが、志賀が「日本の風土の愛すべきや否や」を問うたところ彼は「日本の気候の寒冷なるを愛せず」と答え、また、もっとも愛すべき土地として「矢張り此クサイ島に勝る所なし」と論じた。この答えは海外志向であった志賀にとって衝撃的なものであり、彼が郷土について再考する契機となった。
彼はこれについて「此炎熱にして四面唯蒼茫たる絶海の孤島を愛するとは不可思議なりと思はるれども己が生国を愛するは人類自然の感情なれば之を如何ともする能はず」「江山信美是吾州と能く人情を穿てるものと云ふべし」と感想を残しているが、これは後述するように『日本風景論』の序論と一致する内容となっている。1887年（明治20年）、志賀が『国民之友』に寄稿した「如何ニシテ日本国ヲ日本国タラシム可キヤ」では彼は西洋の模倣に終始する欧化主義政策を批判しつつ、「自国ホド優美ナル邦土ハ復タアラズカシト惟思シタルコトナラン」と述べ、「日本ノ国基」、すなわちアイデンティティを堅固なものにするためには「日本ノ山水風土花鳥ノ優美ナルヲ嘆賞スル」観念を醸成する必要があると論じている。

### 英書の影響

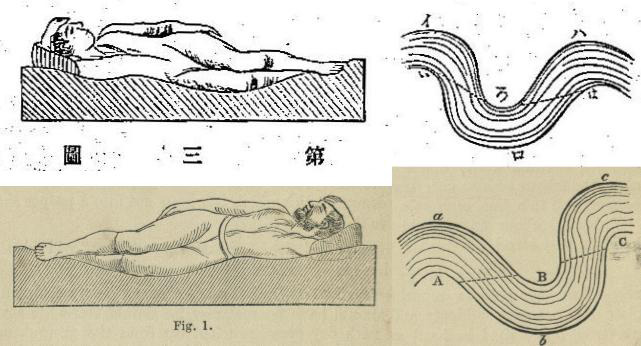
『日本風景論』と『The art of travel』の挿図の比較。

また、『日本風景論』は既存の書籍、特に英書いくつかを下敷きにしていたことが知られている。三田博雄も論じる通り、同書に引用されるジョン・ラボックの The Beauties of Nature and the Wonders of the World We Live in は多様な詩歌を引用しながらイングランドの自然を称えるという内容であり、『日本風景論』の内容と似通った部分がある。また、いくつかの著作については典拠を示さない引き写しがおこなわれている。たとえば、4章の富士山や立山に関する記述はバジル・ホール・チェンバレンとウィリアム・ベンジャミン・メーソンの執筆した A Handbook for Travellers in Japan によるものであるし、その他の火山の説明にはジョン・ミルンの The volcanoes of Japan の記述が用いられている。さらに、付録「登山の気風を興作すべし」の登山心得はフランシス・ゴルトンの Art of Travel そのままである。
ゴルトンの影響を指摘した黒岩健および、ミルンの影響を指摘した米地文夫はこの行為は剽窃にあたると論じており、その動機についてそれぞれ「登山に関する節は付録的内容であり、重要性が低かったため」「剽窃をしてまで火山を説明したのは火山の少ない清への優越感と敵愾心を国民に持たせるため」と論じている。また、山田志歩は同書において典拠が伏せられる記述は基本的に登山文化や「崇高」の概念といった西洋由来の概念を紹介する部分であって、ここには「表立った西洋の模倣を避けようとしつつも、西洋の知識や技術を盗むしか近代化の方法がないことを切実に理解している志賀の葛藤」が垣間見えると述べる。

## 内容

### 構成と概観

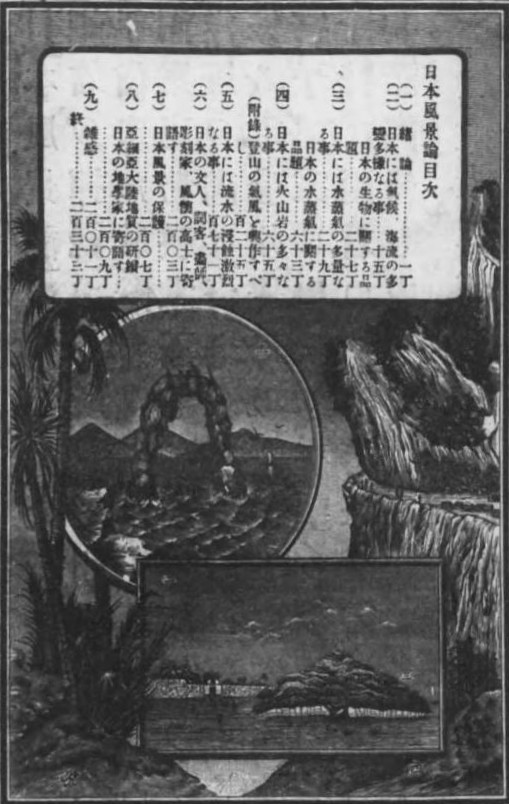
15版目次。扉絵はおそらく海老名によるもので、鉉懸岩（奥尻島）、沖縄、榕樹、彦山（豊前・豊後）を描く。

構成は以下の通りである。1章が序論、2章から5章が本論にあたり、6章から8章で提言、9章にて雑感がまとめられる。増野恵子の論じるように、同書は自然科学的な知識を援用しつつ日本の風景に新しい美を見出す論と、そうした美意識を世界に敷衍し日本の風景美がアジアや欧米に勝るものであることを主張する国粋主義的な論からなっているものの、即物的な記述と情緒的な美文、俳諧・漢詩・和歌の引用といった異なる様式の文章が混在しており、その論旨を追うのは難しい。

一　緒論

二　日本には気候、海流の多変多様なる事

三　日本には水蒸気の多量なる事

四　日本には火山岩の多々なる事

付録　登山の気風を興作すべし

五　日本には流水の浸食激烈なる事

六　日本の文人、詞客、画師、彫刻家、風懐の高士に寄語す

七　日本風景の保護

八　アジア大陸地質の研鑽、日本の地学家に寄語す

九　雑感（花鳥、風月、山川、湖海の詞画について）

同書には和歌・詩歌・随筆・漢詩文などが豊富に引用されており、その文学的性格は非常に日本的である。また、近世文学が盛んに引用される一方で、幸田露伴といった同時期の散文にはほとんど興味が示されていない。
山本教彦・上田誉志美の論じるように、明治20年代は「山水画や漢文学によって『活き活きとした感性的なもの』を感じとることのできた読者が存在した時代」であった。志賀は漢文学的表現に「文学」を見出しており、同時代の二葉亭四迷のような言文一致体には向かわなかった。志賀は漢文学表現をそのまま受け止める伝統的気分を持つ読者にむけて同書を執筆したが、それは山本・上田によれば「西洋世界と伝統的世界との間にあって、自己のアイデンティティー確立を模索した明治二十年代の日本人のありようを映す一つの典型的作品」であったといえる。

### 序論

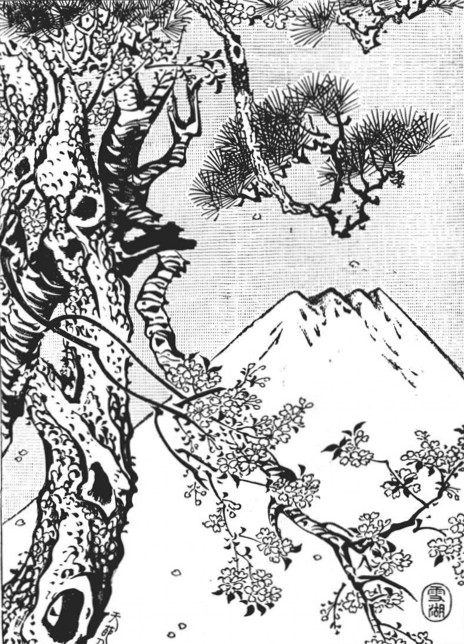
樋畑雪湖「理想上の日本 美なる哉国土」。『日本風景論』3版表紙。

1章では、まず大槻磐渓の詩句をもじった「江山洵美是吾郷」が引用され、多くの人が自らの郷土を愛することが論じられる。志賀は「しかれども日本人が日本江山の洵美をいうは、何ぞただにそのわがの郷にあるをもってならんや」と、日本人が自らの郷土を愛するのは、日本が絶対的な美を有しているゆえであると論じる。
志賀は日本の風景の美しさを「瀟洒」「美」「跌宕」の3点から説明する。文中においてこれらの概念の定義付けはおこなわれず、彼が各々の概念にふさわしいと考えた情景が列挙される。荻原隆の整理するところによれば、「瀟洒」の例は「新緑にホトトギス、梅に竹、宮城野の鈴虫に萩と秋風、河を渡る雁に秋月、奈良の鹿鳴」といったもの、「美」の例は「名古屋城と楊緑、桃山の紅葉、嵐峡の春、北信濃の菜花と千曲川、桜島の緑」といったもの、「跌宕」の例は「那須の広野、太平洋は八丈島と小笠原列島の間の奇岩、信濃は絶壁にそびえるブランド薬師、白川関の秋、富士と武蔵野、立山、阿蘇、樽前山、千島の風景、日本海と鳥海山、最上川と滝」といったものである。また、志賀は瀟洒の粋は秋にあらわれると論じ、紅葉の散る日本の秋の風景を、秋色を誇るとはいえ紅葉のないイギリスの風景と比較する。また、美の粋は春にあらわれるとして、日本の春の風景を鶯花を語りながらもその真価を知らない中国・朝鮮、そもそも桜も梅も生えない欧米と比較する。
荻原は、「瀟洒」について「情趣に溢れるとか詩情豊かな」といった意味、「美」については文字通りの意味であろうとしつつ、辞書的には「細事にかかわらぬこと」という意味をもつ「跌宕」については「雄大・荘厳あるいは奇怪・異様」といった意味であろうと論じる。濱下昌宏は、1879年（明治12年）の菊池大麓訳『修辞及華文』においてこの語が「sublime」の訳として用いられていることなどに触れながら、志賀の念頭にはロマン主義的な「崇高」の理念があったものと論じている。一方で、大室は志賀が「筑波」乗船の際に曽我耐軒『耐軒詩草』を持ち込んでいることに触れ、その序文において安積艮斎が彼の詩文を「自ずから骯髒跌宕浩瀚の気を泄らす」と評していることを指摘している。「跌宕」の例示はほかの2つと比較してもとりわけ多く、前田愛はここに「伝統的な風景感覚とは違った荒々しいエキゾティシズム」がまぎれこんでいると評した。

### 本論

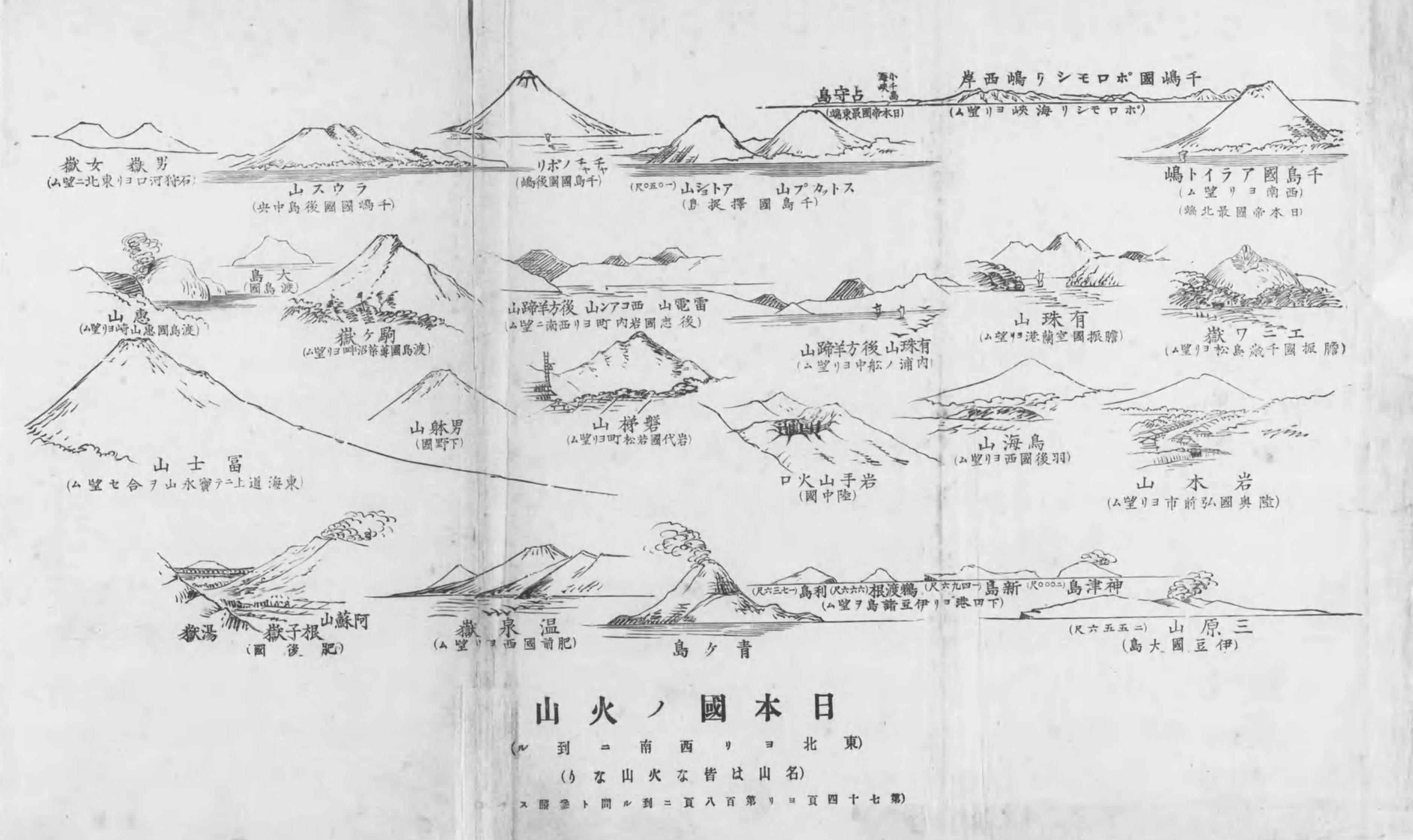
「日本国の火山」。『日本風景論』挿図。

志賀は、日本の風景美は「日本には気候、海流の多変多様なる事」「日本には水蒸気の多量なる事」「日本には火山岩の多々なる事」「日本には流水の浸蝕激烈なる事」の4点から生み出されたものであると論じ、本論にてそれぞれを解説する。
2章「日本には気候、海流の多変多様なる事」は、日本が気候帯・海流・風候（風の吹き方）、さらには急峻な地形に由来する気候的偏差ゆえに動植物が多様であることを論じるものである。同章は本論の中でもっとも記述量が少なく、鳥や花についての議論が主である。米地は同章のこうした体裁について「生物は自然科学の苦手な志賀にとっても農学校出身であるから多少はわかり、生物を題材とすることの多い日本の詩歌を引用することができ、かつ、長野県中学校教諭時代に植物学を担当していたこともあって」、こうなったのであろうと論じている。
3章「日本には水蒸気の多量なる事」では、水蒸気によって生じた美しい情景が、四季および地域ごとに論じられる。また、水蒸気のうみだす特異な風景的現象として、迷景（蜃気楼）、台風、東京の霧、岩石の侵食が取り上げられる。
4章「日本には火山岩の多々なる事」は本文全体の半分以上を占め、増野の論じる通り「上記の特徴の中で最も力点が置かれている記述」となっている。志賀は日本の風景を構成する主因は「造化の洪炉」たる火山であると論じ、日本の景観を火山が少なく風景の変化に乏しい中国・朝鮮・ヨーロッパの景観と比較する。また、彼は富士山を名山中の名山であると称揚するが、こうした風景美に関する議論は章の冒頭と末尾にとどめ置かれ、大部分は千島列島まで含めた日本国内の火山についての個別的・具体的記述からなっている。また、同章の末尾には「登山の気風を興作すべし」なる付録があり、「山は自然界の最も興味ある者、最も豪健なる者、最も高潔なる者、最も神聖なる者」であるとして学生に向けて登山を奨励している。同節においては登山のガイドとして実践的な心得が詳説されており、火山岩でない花崗岩の山についても個別的・具体的記述がなされている。
5章「日本には流水の浸蝕激烈なる事」においては、流水が岩石を侵食することによって生まれた、渓谷、奇岩、滝、洞窟、断崖といった各所の奇勝について、岩石の種別ごとに分類しながら具体的な詳説がなされる。

### 提言・雑感
6章「日本の文人、詞客、画師、彫刻家、風懐の高士に寄語す」は総括的な文面となっており、「島帝国の文人、詞客、画師、彫刻家、風懐の高士にして、……絶代の大作、曠世の傑品を新創せんとするか、須く日本国土絶特のものに寄托せんことを要す」と、文人や画家にこれまで論じてきたような水蒸気や火山、流水からなる造形美に目を向けるよう呼びかけ、かつ日清戦争で戦勝した場合、新たな版図となるであろう台湾の玉山、山東半島の泰山を「台湾富士」「山東富士」と改称し、これらを新しい題材にするよう論じる。さらに、戦後の版においては新しく日本の領土となった台湾を、新しい日本的風景の獲得であると寿いでいる。
7章においては日本の風景が実利のために破壊されている現状が憂えられ、自然保護の必要性が説かれる。また、8章においては地質学用語として欧米由来のものが多く用いられていることが問題視され、アジアの先輩国である日本は率先して新術語を開発すべき旨が説かれる。9章においては日本において主要に見られる岩石のリスト、日本各地の山が「富士」と呼称される例、詩歌にみられる水蒸気現象の描写、絵画の描写に関する雑感、郷土の画家である桜間青涯の評伝、沼沢の風景の称揚などが書き連ねられている。

## 出版

### 原著
| 版数 | 発行年月日     | 表紙図版                  | 国立国会図書館書誌ID              |
| ---- | -------------- | ------------------------- | --------------------------------- |
| 初版 | 1894年10月27日 | 駒ヶ岳〈木曽〉            | 国立国会図書館書誌ID:000000424941 |
| 再版 | 1894年12月23日 | 対馬の海岸                | 国立国会図書館書誌ID:000001430535 |
| 3版  | 1894年3月4日   | 理想上の日本 美なる哉国土 | 国立国会図書館書誌ID:000001430536 |
| 4版  | 1894年5月15日  | カモイコタン              | 国立国会図書館書誌ID:000001430567 |
| 5版  | 1894年8月1日   | 妙義山第二石門            | 国立国会図書館書誌ID:000001430537 |
| 6版  | 1895年6月25日  | 飛騨の山中                | 国立国会図書館書誌ID:000001430538 |
| 7版  | 1895年12月3日  | 高千穂岳 韓国見岳         |                                   |
| 8版  | 1896年5月20日  | 俵岩〈駿河〉              |                                   |
| 9版  | 1897年3月10日  | 女阿寒岳の最高点 男阿寒岳 |                                   |
| 10版 | 1898年8月3日   | 石見の海岸                |                                   |
| 11版 | 1899年8月6日   | 岩木山                    |                                   |
| 12版 | 1899年12月5日  | 岩尾の滝〈周防〉          | 国立国会図書館書誌ID:024284164    |
| 13版 | 1900年7月25日  | 川合の切通〈三河〉        | 国立国会図書館書誌ID:033125596    |
| 14版 | 1901年4月25日  | 利尻山                    |                                   |
| 15版 | 1902年6月10日  | （なし）                  | 国立国会図書館書誌ID:000001430539 |

同書は15版を重ね、5版までは重版に際して内容の改訂があったことが知られている。これらの改訂は志賀が書評に応答するかたちでおこなったものであり、島本恵也の論じるところによれば、「著者の良心的態度を示すと共に、この書物の成立があまり厳密さをもっていなかったことを示す」ものでもある。
これに応じてページ数も変動しており、初版では219ページ、2版で223ページ、3版で229ページ、4版以降は233ページである。門人である後藤狂夫の論じるところによれば、こうした改訂の結果、紙型を再利用できない出版社、さらには志賀自身もあまり利潤を得ることができなかったという。発行所は政教社であるが、12版以降は文武堂に変わっている。
菊判・大和綴じであり、初版から15版まで改版のたびに図版が追加されている。また、14版までは表紙図版も差し替えられていたが、15版で造本がクロス装へと改められ、それによって表紙図版自体が消滅した。挿図のほとんどは樋畑雪湖・海老名明四の手掛けるものであり、樋畑が日本画、海老名が洋風画を担当した。両人はいずれも志賀の知人であったようであり、文中には志賀本人が作画を依頼した旨が記されている。ほかに、『地学雑誌』からの引用や詳細のわからない図もあるほか、3版以降は中村不折も挿図を担当している。挿画はいずれも木口木版で印刷されている。

### 再刊
『日本風景論』は1903年（明治36年）6月10日の15版をもって絶版となったが、1928年（昭和3年）には2版を底本として、息子・志賀富士男の編纂した『志賀重昂全集』の4巻に収録された。また、1937年（昭和12年）には15版を底本として、岩波文庫に収録された。岩波文庫版はその後絶版となったが、1976年（昭和51年）には上下巻からなる講談社学術文庫版が刊行された。これが絶版となった後、1995年（平成7年）に岩波文庫より新版が出版された。2014年（平成26年）には、講談社学術文庫より新装版が刊行された。

## 評価

### 地理書として
『日本風景論』は地理学史において、日本においてアカデミックな地理学が形成される以前のノン・アカデミックな潮流の一部として理解される。たとえば、福沢諭吉は幕末以降『世界国尽』をはじめとする地理書を執筆しているほか、『日本風景論』が上梓される同年には内村鑑三が『地理学考』を刊行している。これらの書籍は、地理学的見地から政策論を打ち立てている点で共通している。日本のアカデミックな地理学において景観を本格的な研究対象に取り入れたのは辻村太郎であるが、彼は小文のなかで「日本で……火山が特別に美しい風景を現すことも、志賀重昂氏が主張された如くであろう」と、同書についても軽く触れている。また、地理教育者であった牧口常三郎は、当時著名になっていた志賀を校注者として、1903年（明治36年）に地理学の概説書である『人生地理学』を上梓している。
とはいえ、一般に地理学界において志賀および同書の価値は高く見積もられておらず、中川浩一は志賀について「象牙の塔の住人からは見はなされていたように思われる」と述べている。小川琢治は一般書として同書を評価しながらも、地理学書としては厳密なものではないとして、「或は恐る一種の美文として、一種の進化せる名所図絵として更に進歩を促すことなくして畢らんも亦知る可らさるを、吾人の此言をなすは独り矧川先生に希望するに止まらす、併せて此篇の読者に向て大に留意を促さんと欲するものなり」と、世間の陶酔ぶりをいましめるような評価をおこなっている。山﨑直方は志賀の死後に弔文をものしているが、彼の著作については「極めて厳格に云へば志賀君の此等の著は前者ほどには科学的でなかった」「しかし、当時の一般読書人には、それまでほとんど無かった地文学的知識と趣味とを扶植するに於て十二分の効果があった」「君の学界に於ける偉大なる功績は實に地理學の民衆化であり国民化であった」と評している。
また、徳冨蘆花は1925年（大正14年）の自伝小説『富士』にて同書を読んだときのことを述懐し、「何時かは書かふと思ふた『美なる日本』が、先鞭を他に着けられた。然し彼に日本風景論者程の科学の素養はなくも、日本風景の真美を味得し発揮するに於て、日本風景論は唯陳呉に過ぎぬと思ふを禁じ得なかった」と、同書は過渡的な書籍に過ぎないだろうと論じている。

### 風景観について

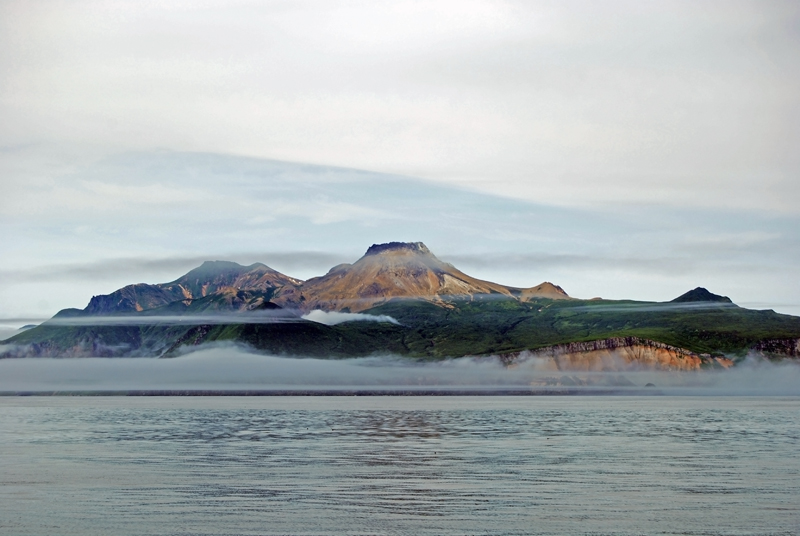
捨子古丹島（千島列島）。志賀は「日本の風景」として、大部分の日本人にとって馴染みのない辺境を積極的に取り上げた。

『日本風景論』は風景を本格的に取り扱った邦書として最初期のものであり、小島烏水は同書について「『風景論』が出てから、従来の近江八景式や、日本三景式の如き、古典的風景美は、殆ど一蹴された観がある」と評している。実際、同書においては北海道や千島列島、青ヶ島といった大部分の日本人にとっては馴染みのない辺境が数多く取り上げられ、日本三景のうち同書で触れられるのはわずかに松島のみである。また、旧来の名所である比叡山などを論じるにあたっても、その宗教的地位についてはまったく注意されない。森谷によれば、日本全国の風景に「跌宕」さを見出し、その自然科学的価値を論じる同書の風景感覚は、畿内を中心とした、風景に優雅な情緒をもとめる伝統的な美的感覚を鑑みれば、著しく即物的かつ清新なものであった。
山本教彦・上田誉志美は『日本風景論』の目的のひとつは幕藩体制時代の「国」ではなく、統一「国家」たる日本の領土を言語によって示すことであったと論じる。彼らは同書において重要なテーマとしてあらわれる「登山」には風景美の称揚にとどまらず、国土を鳥瞰・俯瞰させることによっていまだ藩国意識をかかえた多くの日本人に向け、「統一的日本」を見る視点をもたらそうとする意図があったのではないかと述べる。こうした観点からすると、志賀の風景論が旧来の名所論を離れ、日本全国の辺境を対象とするものとなったのは、必然的なことであった。また、米地は『日本風景論』には各所に同時代の知識人・学生に向けた呼びかけがあらわれることに触れながら、同書には風景を題材として人々に国粋主義的地理観を根付かせる目的があったと論じる。志賀は日本の風景のなかでもっとも卓越したものとして富士山を挙げ、その美しさを「科学的」見地から立証しようとするが、米地によれば、同書は「日本が一つの国と意識され、東京がその中心と明確に位置づけられ、東京には現人神天皇が在り、遥かに富士山が仰げる」という、帝国日本の地理意識を醸成するひとつの機縁を与える著作であった。

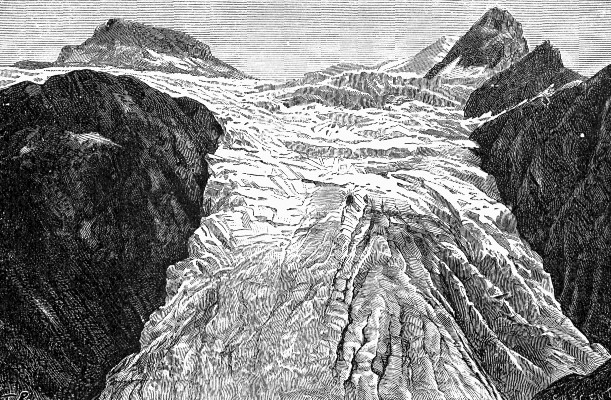
アルプス山脈の氷河。ジョン・ラボック『The Beauties of Nature』挿図。『日本風景論』はこうしたヨーロッパ的な「崇高」概念を日本に移入しようとしたものであるとする評価もある。

一方で、荻原隆は、志賀が同書において辺境を多く取り上げる一方、国内に広く見られる「おだやかで美しい景観」についてはほとんど関を示していないことに注目する。荻原は『日本風景論』は「日本の風景から無理をして西洋的な景観を拾い出そうとした」「日本の風景を大陸の景観の枠組みで語ろうとした」書籍であると論じ、その様な意味で同書は風景論として失敗に終わっていると述べる。三田博雄もまた、内村が日本的でない景観であると評する「跌宕」な景観を志賀が無理に取り上げることを、「志賀の『崇高』に対するコンプレックスがあらわれていると見ることができよう」と論じる。
日本において「風景画」なる概念が誕生したのが明治30年ごろであることを、同書の流行と紐づける考えもある。土方定一は『日本風景論』の提示した風景観は近代日本人を啓蒙し、それが黒田清輝らの外光派につながったとの説を提示する。また、同書は、国木田独歩の『武蔵野』のような小説が登場する契機となったとも論じる。一方でこれには大岡信による異論もある。いわく、日本風景論にて取り上げられる風景表現のうち「品題」、すなわち芸術作品の題としてふさわしいものとして挙げられるのは「桃山の落花、乱点して紅雨の如く、地に布きて錦繍に似」「嵐峡の桜雲、微月を掠め、夜色朦朧」と、むしろ伝統的美術観に沿った定型的なものである。また、山本・上田は『武蔵野』などに描かれる風景は「主人公の内面が語る風景であり、主人公が聞き取る音」であると論じ、そうした等身大の目線は『日本風景論』にみられる俯瞰的目線とは異なるものであることを指摘する。
大室幹雄は、志賀が『日本風景論』において提示した、自然科学と文学を融合する風景観が、同時代の読者にとって斬新さを感じさせるものであったことは間違いないものの、その鑑賞方法については本質的には近世美術・文学のそれと乖離するものではないと論じる。大室によれば、「跌宕」についても結局のところ近世文学者が愛した奇岩怪石・石壁断崖趣味を越えるものではなく、山岳に関する描写は漢詩文的な「仙境」のイメージに浸っている。こうした理解のもと、彼は同書の新しさは「ただ一点、煙霞癖の煙霞や雲霧、雲烟といった古びた詩語を水蒸気と呼びなおした一点にだけあったのだといってさしつかえない」とまとめる。

### ナショナリズムについて
『日本風景論』が上梓された1894年10月は日清戦争開戦の3ヶ月後にあたり、日本国内ではナショナリズムが高揚していた。時節も関係し、同時代の書評には「此書は洵に日本的勝利の裏面的説明者」「此書を繙かば庶幾は幾多の貔貅をして麗和桜花の如く雄勁松の如き気象を新にし快夢夜々芙蓉天に参し琶湖空を浸すの天楽国を繞らしめん」「吾人は今日の如き支那征伐に於て勇の日本が、世界を眩目せしめつつあるの間に、此種の著書の世に出づるありて、更に著述社会に美の日本を現出せしを賀するものなり」と、単純な愛国心に駆動されたものも少なくなかった。一方で、内村鑑三は1894年12月の『六合雑誌』にて、同書が名著であり、ラスキンとも比較できるような名文もあらわれると述べつつも、郷土を愛する気持ちは誰しもが持つものであり、日本の風景の絶対的優位を示す同書の筆致は独善的なものであること、日本の美はどちらかといえば「園芸的」なものであり、雄大な景観でいえばモンテ・ローザやエベレストといった諸外国の山峰に及ぶことはないことを論じている。
亀井俊介は、同時代の書評に見られる愛国主義的な読み方は、志賀の主張を適切にとらえたものではないとしつつも、「この種の受けとり方をされても仕様のない面が本書にあったことも否定できないであろう」と、また、大室も「愛国的偏光眼鏡をかけないで、志賀の仕掛けたパトリオチックなわなに陥らずに、『風流』を称賛されたこの本を読めた読者はほとんどありえなかったのではあるまいか」と述べる。
『日本風景論』にみられるナショナリスティックな性質については、その後も様々に議論されている。富永健一は、志賀や三宅雪嶺、陸羯南といった明治期の国粋主義者について「彼らのとなえたナショナリズムは、当時『国粋主義』の名で呼ばれていたとはいえ、昭和ファシズム期における排外的で狂信的な国粋主義とは明瞭に区別されねばならない」と論じ、また、松本三之介などは志賀の思想を「健康なナショナリズム」と呼び表している。
亀井はナショナリティと郷土の風景美を結びつける志賀の姿勢はジェイムズ・フェニモア・クーパーとも通じるものであると評し、国際的視野を有していた彼の議論は単純な愛国的主張ではないとしつつも、ナショナリズムなるものが国際社会的な観点からするとある種のエゴイズムである以上、「志賀重昂ほど開かれた目を持っていた人の著作でも」、やはりその評価は毀誉相半ばするものになっていると論じる。一方、森谷宇一は同書について「帝国主義的な日本膨張主義がなんのためらいもなく主張されている」と論じ、植民地主義・帝国主義に否定的である『南洋時事』などについては健康的ナショナリズムを見て取れるとしても『日本風景論』についてはその限りではなく、激烈な噴火の結果として火口湖が生まれることから「真成の平和は物力を極端まで費了せずんば克に得べからざること」を論じる同書の記述は「日清戦争という戦争を平和達成の手段として暗に正当化したもの」であるとする。
山本・上田は、志賀の帝国主義・植民地主義や資本主義に関する姿勢が著作によって二転三転することに触れながら、彼は徳富蘇峰や三宅雪嶺、陸羯南らと異なり、自らの唱える「国粋」の理念を深化させることができなかったと論じ、「志賀がとなえた『国粋保存主義』は、『国粋』のなんたるかを深めなかったことによって、ウルトラへの道に発議されることになったともいえるのである」とまとめる。

### 山岳書として
『日本風景論』が出版された当時、日本において登山は、宗教的目的を有するものを除いてはまったく一般的なものではなかった。また、志賀自身にも登山経験はほとんどなく、同書に記される山岳に関する記述は洋書からの引用がほとんどである。とはいえ、『日本風景論』は、当時の日本における唯一の登山ガイドブックとしての側面も有しており、木暮理太郎は「登山者で、此書を読んで多大の感化を受けなかったものはあるまい」と述べたうえで、明治28年ごろより北アルプスの登山者が増えてきた背景には同書の影響も大きいのではないかと推測している。明治38年（1905年）には山岳会が設立されるが、その初代会長である小島烏水は同書にきわめて強い影響を受け、登山を志したことで知られており、彼の『日本山水論』、高頭仁兵衛の『日本山岳誌』などには志賀の系譜を見て取ることができる。また、志賀はウォルター・ウェストンに次いで2人目の山岳会名誉会員に推挙されている。
志賀の没後、『日本風景論』は岩波文庫に収められたが、以来同書はどちらかといえば「山岳文学」として評価されることが多くなった。1937年刊行の岩波文庫版の解説は小島により執筆されたものであるほか、1975年（昭和50年）に大修館書店から刊行された『日本の山岳名著』にも同書が収められた。また、1995年の岩波文庫新版においては近藤信行が解説を担当した。